# سپاه هوایی نیروی زمینی ایالات متحده
سپاه هوایی ارتش ایالات متحده (USAAC)(به انگلیسی: United States Army Air Corps) جزء خدمات جنگ هوایی ارتش ایالات متحده آمریکا بین سال های ۱۹۲۶ تا ۱۹۴۱ بود که در تاریخ ۲ ژوئیه ۱۹۲۶ از بنگاه هوایی ارتش ایالات متحده آمریکا به این نام، دگرگون شد. این نیرو بخشی از ارتش ایالات متحده آمریکا و پیشین نیروی هوایی ارتش ایالات متحده که در سال ۱۹۴۱ برپا شد، بود . اگرچه  ساختار اداری سپاه هوایی ارتش ایالات متحده در سال ۱۹۴۲ برچیده شد ولی به عنوان یک سازمان قانونی و دائمی بازوی هوایی و جزء اصلی نیروی هوایی ارتش ایالات متحده آمریکا تا سال ۱۹۴۷، به جای ماند.